# Dagmar Hendrychová
Dagmar Hendrychová (* 28. července 1930 Žacléř – 4. září 1981 Roviny u Kounova) byla česká keramička a sochařka.

## Život
V letech 1945-1948 absolvovala Státní odbornou školu keramickou v Praze. Soukromě studovala modelování v ateliéru Emanuela Kodeta (1944–1948), kde se spřátelila s Danielou Vinopalovou. Od roku 1949 studovala sochařství na Vysoké škole uměleckoprůmyslové v Praze v ateliéru prof. Bedřicha Stefana. Patřila k zakládajícím členům skupiny Máj 57.
Po ukončení studia od roku 1953 externě spolupracovala s duchcovským závodem n. p. Karlovarský porcelán, pro který navrhovala drobné figurální výrobky. Od počátku 60. let se zabývala ateliérovou tvorbou keramiky. Od druhé poloviny 60. let začala spolupracovat s porcelánkou v Lounech, kde měla možnost pracovat s elektroporcelánem. Své působiště včetně ateliéru poté přesunula do hájovny v Rovinách u Kounova nedaleko Loun, kde v osamělém přírodním prostředí nalezla potřebný klid k tvorbě.

## Dílo
V letech 1955-1960, kdy externě spolupracovala s duchcovským závodem n. p. Karlovarský porcelán, navrhovala figurativní porcelán pro sériovou výrobu (Harlekýn, 1955, Sedící dívka, 1959). Ve vlastní ateliérové tvorbě od 50. let vytvářela z keramické hlíny stylizované figurální plastiky drobnějších rozměrů, z nichž některé reprodukoval a prodával podnik Dílo. Zabývala se rovněž tvorbou nádob (váz, džbánů, konvic, dóz, lahví atp.) z kameniny, šamotu a porcelánu zhotovovaných především točením na kruhu a domodelováním.
Některé své práce také sestavovala z plátů nebo horizontálně kladených pásů, což bylo typické pro její pozdější tvorbu. Jako první začala originálním způsobem využívat elektroporcelán, který se od druhé poloviny 60. let stal jejím oblíbeným materiálem. Když začala spolupracovat s porcelánkou v Lounech, inspirovaly ji některé z tvarů technických výrobků, například trubky. Preference sochařských kvalit při současném zachování funkčnosti je zřejmé především u koflíků, konvic, misek či dóz sestavovaných z ručně vytlačovaných plátů vláčné porcelánové hmoty.
Výrazem se přiřadila k vlně informelního umění. Záměrně nedokonalé, nezaretušované spoje, nerovné okraje, výrazné výlevky a ouška podtrhují výraz tvarově jednoduchých poeticky působících nádob komorních rozměrů. Důležitou součástí těchto jakoby z papíru skládaných křehkých objektů se stalo světlo různé intenzity prostupující nestejnoměrně silnými stěnami porcelánu. Nepravidelností a zdánlivou nepevností autorka rezignovala na princip statičnosti převládající v tradiční produkci porcelánu. Výrobky dokončovala glazováním nebo je ponechávala režné, někdy užívala zlacení nebo zdobení kobaltem. Vedle drobnějších předmětů realizovala řadu žardiniér, váz, fontán, objektů, obkladů nebo sedaček.
Monumentálního účinu dosahovaly její vázy z nepravidelně vodorovně spojovaných úzkých pásů vytvořených rozřezáním silnostěnného válce z porcelánové hmoty. Některé plastiky skládala ze svislých plátů nebo z keramických vláken. V roce 1967 se zúčastnila Mezinárodního keramického sympozia v Bechyni.
Její práce se uplatnily také v architektuře: např. plastika Středověký havíř v muzeu v Sokolově (1960). Z existenčních důvodů se jim věnovala zejména v 70. letech v době normalizace: keramická stěna ve zdravotním středisku v Praze-Spořilově (1971), keramická kašna pro Městský národní výbor v Boskovicích (1974), dekorativní kachle potravin v Domažlicích (1976), stěna zimní zahrady pro Městský národní výbor v Žatci (1977), žardiniéry v obchodním domě v Pacově (1980) atd. Její porcelán byl od října 2000 jako reprezentant keramiky blízké informelu součástí expozice moderního a současného umění v Národní galerii ve Veletržním paláci.

### Zastoupení ve sbírkách
- Národní galerie Praha
- Uměleckoprůmyslové museum v Praze
- Moravská galerie v Brně
- Galerie Benedikta Rejta Louny
- Alšova jihočeská galerie - Mezinárodní muzeum keramiky Bechyně

### Výstavy (výběr)

#### Autorské
- 1967 Dagmar Hendrychová, Galerie fronta, Praha
- 1968 Dagmar Hendrychová, Galerie Václava Špály, Praha
- 1983 Dagmar Hendrychová: Keramické dílo, Uměleckoprůmyslové museum, Praha
- 1983 Dagmar Hendrychová: Keramické dílo, Galerie Benedikta Rejta, Louny

#### Kolektivní (výběr)
- 1957 Mladé umění / Tvůrčí skupina Máj 57, Obecní dům, Praha
- 1960 XII Triennale di Milano (1960), Palazzo dell'Arte, Milán
- 1961 1. pražský festival mladé grafiky, Uměleckoprůmyslové museum, Praha
- 1962 Mezinárodní výstava keramiky, Bruselský pavilon, Praha
- 1963 Dagmar Hendrychová, Oldřich Jelínek, Galerie Fronta, Praha
- 1964 Socha 1964, Liberec
- 1965 Letní výstava malých obrazů, grafiky a plastik, Výstavní síň ÚLUV, Praha
- 1965 Výtvarní umělci k výročí 20 let ČSSR, Dům U Hybernů, Praha
- 1967 Půjčte si, kupte si, Galerie Václava Špály, Praha
- 1968 Klub konkrétistů a hosté, Oblastní galerie Vysočiny v Jihlavě, Dům kultury pracujících, Ústí nad Labem
- 1969 50 let českého užitého umění a průmyslového výtvarnictví, Mánes, Praha
- 1969 50 Jahre der Tschechischen angewandten Kunst und industrial design, schechische angewandte Kunst und Industrial Design von 1918-1968, MAK - Österreichisches Museum für angewandte Kunst / Gegenwartskunst, Vídeň
- 1970 Zamiary i zapasy: 50 lat czeskiej sztuki stosowanej i plastyki przemysłowej, Muzeum Śląskie, Vratislav
- 1970 Současná česká keramika, Galerie J. Fragnera, Praha
- 1979 Současné užité umění, Severočeská galerie výtvarného umění v Litoměřicích
- 1980 25 ceramistes txecs, Museu de Ceràmica, Barcelona
- 1980 Užité umění 70/80. Sklo, kov, textil, nábytek, keramika., Moravská galerie v Brně
- 1983 Kortárs csehszlovák kerámia / Zeitgenössische böhmische Keramik, Savaria Múzeum, Szombathely
- 1985 Sto let českého užitého umění: České užité umění 1885-1985 ze sbírek Uměleckoprůmyslového muzea v Praze k stému výročí založení muzea, Uměleckoprůmyslové museum, Praha

### Katalogy
- Dagmar Hendrychová, SČVU Praha 1968
- Dagmar Hendrychová: Keramické dílo 1930-1981, text Dagmar Tučná, 32 s., Uměleckoprůmyslové museum v Praze 1983

### Souborné publikace
- František Dvořák, Miloslav Chlupáč, Mladé umění. Tvůrčí skupina Máj, ČSVU Praha 1957
- Karel Hetteš, 50 let českého užitého umění a průmyslového výtvarnictví. Mezníky vývoje v letech 1918-1968, UPM Praha 1969
- Tomáš Vlček, Milouš Růžička, Současná keramika, Odeon, Praha 1979
- Tomáš Vlček, Milouš Růžička, Keramik der Gegenwart, Odeon, Praha 1979
- J. Horneková, Kortárs csehszlovák kerámia. Zeitgenössische böhmische Keramik, Szombathely 1983 (katalog výstavy)
- Milan Hlaveš, Dagmar Hendrychová, in: De Gruyter Allgemeines Künstler-Lexikon, München-Leipzig 2011
- Iva Knobloch Janáková, Radim Vondráček (eds.), Design v českých zemích 1900-2000, Uměleckoprůmyslové museum, Academia Praha 2016
- Marie Klimešová, Adriana Primusová, Skupina Máj 57 - úsilí o uměleckou svobodu na přelomu 50. a 60 let, Správa Pražského hradu 2007, ISBN 9788090387614

### Ostatní
- Kateřina Štroblová, Ženské umělecké osobnosti v české výtvarné kultuře 50. a 60. let 20. století, rigorózní práce, KTK, FF UK Praha 2010
- Marie Mžyková, Dagmar Hendrychová (1930-1981), Umění a řemesla 1, 1984, s. 32-35
- Eva Stará, Keramické dílo Dagmar Hendrychové, Průmyslový design 1984/8 (1), s. 30-31
- JM, Keramické dílo Dagmar Hendrychové, Domov 1984/25 (1), s. 70
- Milan Hlaveš, Dagmar Hendrychová. Keramik 2000 (5), s. 6-7
- Milan Hlaveš, Modelované z plátů - keramika Dagmar Hendrychové, Glassrevue 35, 2002